# Mohamed Aden Tiiceey
Mohamed Abdullahi Moalim Adan (em somali: Maxamed Cabdullaaahi Aadan), comumente conhecido como Mohamed Adan Tiiceey (em somali: Maxamed Aadan Tiiceey), é um político somali, fundador e ex-presidente do estado autônomo Himan e Heeb.

## Biografia
Adan recebeu o apelido de "Tiiceey" na infância.
Estudou na Escola Primária Ahmed Gurey e depois na Escola Secundária Yusuf Al-Kowneyn, onde se formou em 1989. Enquanto estudava, ajudou a estabelecer diversas organizações estudantis e sem fins lucrativos para ajudar seus colegas e a comunidade.
Aos 22 anos, imigrou para os Estados Unidos passando a residir em Minneapolis enquanto administrava uma pequena empresa médica. Em 2005, obteve seu mestrado em administração pública pela Universidade Estadual de Minnesota, em Mankato. Trabalhou como ativista eleitoral do Partido Democrata. Tiiceey tornou-se vice-presidente da Diáspora Somali Unida, criada em outubro de 2007, antes de retornar à Somália.
Em março de 2008, Tiiceey deixou os Estados Unidos, com o apoio da diáspora somali, para formar o Himan e Heeb, uma administração regional autônoma controlada pelo subclã Habar Gidir localizada no oeste de Galgadug e cobrindo os distritos centro-sul da Somália de Adado, Godinlabe, Bahdo, Gelinsor, Amara, El Hur, Harardhere e Hobyo.
A administração de Tiicey em Himan e Heeb reivindicou uma renovação em Adado e nos vilarejos vizinhos entre 2008 e 2011, promovendo a paz por meio da instituição de uma força policial funcional, do estabelecimento de muitas novas empresas, novas escolas e de novas regras para estruturas de autogoverno, que incluíam tribunais islâmicos, delegacias de polícia, presídios, postos de controle legal, escritórios do conselho municipal e centros de arrecadação de impostos. Em 2010 e 2011, o presidente e seu Conselho de Anciãos também reabilitaram a pista de pouso e os prédios parlamentares, um projeto com financiamento da diáspora.
No entanto, Tiiceey também teria utilizado sua posição de poder como político local e líder de milícia para enriquecer, auxiliando e facilitando as atividades dos piratas locais, bem como do renomado chefão dos piratas Mohamed Abdi Hassan. Além disso, parece que a principal assistência de Tiiceey aos piratas foi facilitar a libertação de reféns, o pagamento de resgates e negociações relacionadas. Em alguns casos, Tiiceey extorquiu dezenas de milhares de dólares das partes prejudicadas pela permissão para pousar um avião, o que geralmente custava cerca de US$ 200. Tiiceey também é suspeito de fornecer aos piratas todos os fundos e assistência necessários para garantir a comunicação e as negociações ininterruptas com os representantes das embarcações capturadas.
Mohamed Aden foi preso em 12 de outubro de 2013 pelas autoridades belgas, que o acusaram de ajudar o suposto líder dos piratas, Mohamed Abdi Hassan.
Em 2016, ele foi condenado a cinco anos de prisão e, posteriormente, foi libertado antecipadamente em 15 de dezembro de 2017, retornando a Minneapolis, nos Estados Unidos.